# Sotana

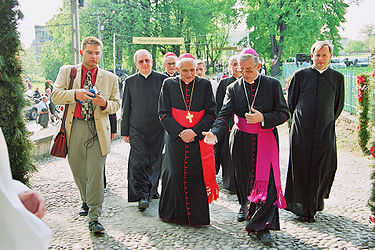
El cardenal Ratzinger (después Benedicto XVI) junto con un obispo y otros sacerdotes vistiendo sotana

La sotana (etim. del italiano sottana, que viene a su vez del latín subtus, «debajo») es una vestimenta usada por sacerdotes, diáconos y religiosos de la Iglesia católica, de las Iglesias ortodoxas y orientales, de la Comunidad anglicana y de algunas Iglesias reformadas. Es una pieza de tela, por lo general negra, que llega hasta los pies. Por la parte de las piernas es similar a una túnica, pero unida a la parte del torso, formando una pieza única. En la Iglesia católica puede tener botones por la parte delantera y al centro, en las Iglesias ortodoxas y orientales es más común la forma cruzada y rematada por un lazo a la cintura.

## Iglesia católica (rito latino)

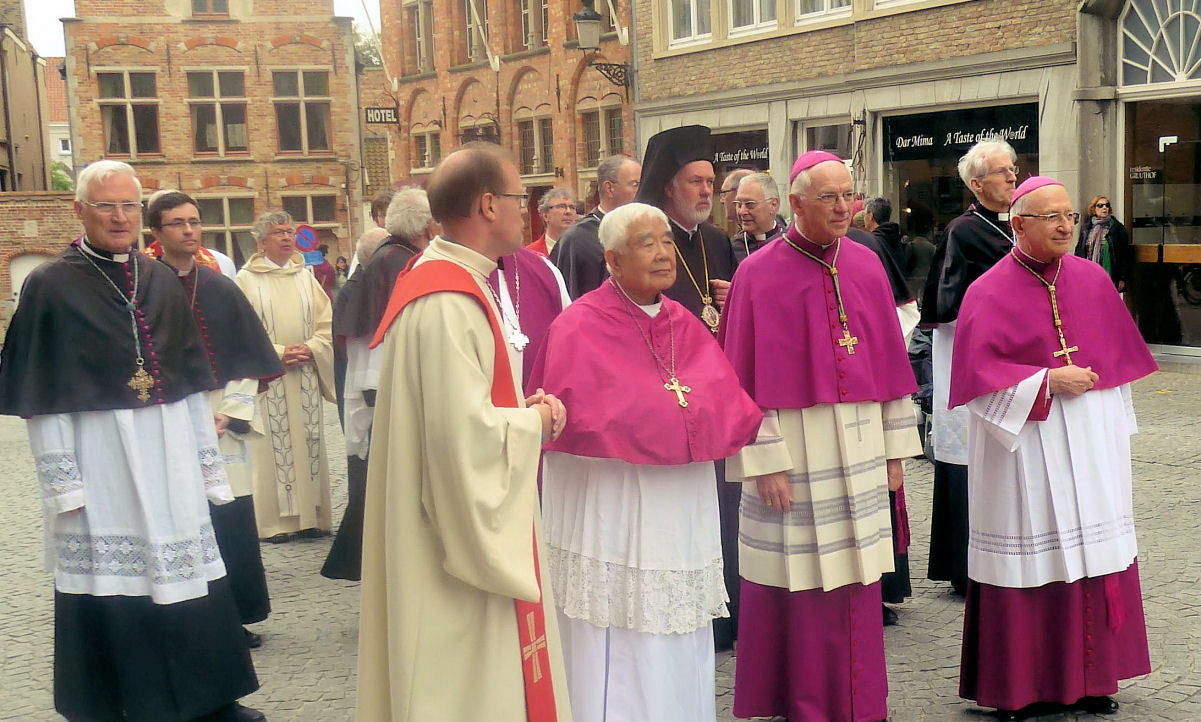
Los hábitos de coro de canónigos y de un obispo con colores diferentes durante una procesión

En la Iglesia católica de rito latino, la sotana de uso diario es negra para todo el clero, menos el papa para quien es blanca, y se le llama hábito piano en recuerdo del papa Pío IX que estableció su uso. Los sacerdotes, obispos, capellanes de Su Santidad y cardenales se distinguen por su fajín, botonadura y solideo: rojo para los cardenales, morado para prelados de honor y obispos, negro para presbíteros y diáconos. Hay algún resquicio de uso de traje talar en los seminaristas, pero actualmente es raro encontrar seminarios en los que sea obligatorio el uso de este, siendo más común el clergyman
En zonas tropicales y ecuatoriales donde hay mayor calor (Región del Caribe, gran parte de África y La India), las sotanas para el clero, incluyendo las de obispos y cardenales son blancas, con los mismos detalles que la negra tradicional.
Para la vestimenta coral varía el color de la sotana de acuerdo con el grado de la prelatura: así los sacerdotes y diáconos la usan negra; los beneficiados y canónigos la usan negra ribeteada, o en ocasiones morada; los prelados, protonotarios y monseñores la usan morada; los obispos y arzobispos, morada con vivos, bocamangas y botones carmesíes; los cardenales la usan roja; el Papa blanca. Sin embargo, algunos obispos y cardenales suelen usar en su hábito coral, su habitual sotana negra con botonaduras, bocamangas y correspondientes al color de su dignidad, esta con muceta morada o roja.
|                                                   | Papa | Cardenales | Patriarcas, Arzobispos, Obispos, Protonotarios Apostólicos y Prelados de Honor | Capellán de Su Santidad | Presbíteros |
| ------------------------------------------------- | ---- | ---------- | ------------------------------------------------------------------------------ | ----------------------- | ----------- |
| Común                                             |      |            |                                                                                |                         |             |
| Zonas ecuatoriales y tropicales o de clima cálido |      |            |                                                                                |                         |             |

En algunos países de clima más cálido es costumbre el uso de la sotana blanca tanto para obispos y cardenales como para sacerdotes y diáconos. En los demás ritos de la Iglesia católica estos usos pueden cambiar.

## Iglesias ortodoxas

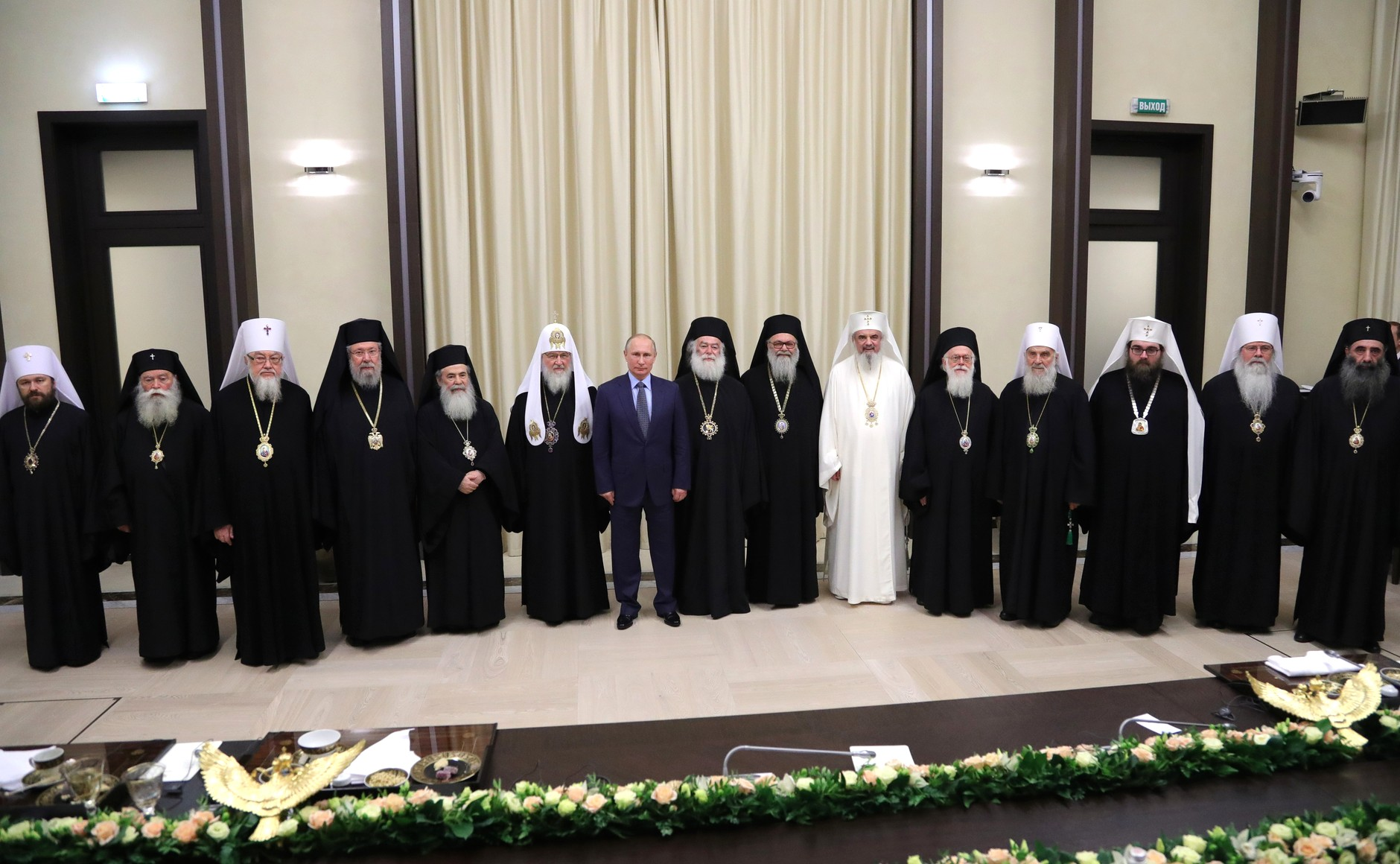
Primados de las Iglesias Ortodoxas de Rusia junto a Vladímir Putin (2017)

En las Iglesias ortodoxas la sotana propiamente dicha, es por lo general, aunque no exclusivamente, negra para seminaristas, monjes, diáconos, presbíteros, obispos, arzobispos y patriarcas, sin embargo en algunas Iglesias como la Iglesia Ortodoxa Rumana el patriarca la utiliza en color blanco. Entre el clero también se llegan a utilizar sotanas azules, grises, cafés e incluso blancas en lugares donde el clima lo amerita. Existe también el rason (exorason) o sotana exterior, originalmente una vestimenta de origen monástico, es más amplia,y utilizada sobre la sotana común o interior. La usa el clero ordenado (diáconos, presbíteros, obispos) y los monjes como vestimenta de diario. Los seminaristas y las llamadas órdenes menores como subdiáconos y lectores no la visten. En ocasiones los cantores la utilizan durante los servicios sobre la vestimenta laica de diario.

## Comunión anglicana
En la Comunión anglicana se utiliza negra para seminaristas, diáconos y presbíteros; los canónigos en ocasiones la utilizan roja (escarlata) o negra con botones y filo rojo; y los obispos la utilizan púrpura aunque no siempre, por ejemplo, Justin Welby que fue arzobispo de Canterbury la utilizaba en color negro.

Obispo
Canónigos
Presbíteros y Diáconos

## Significado
El color negro recuerda a todos que el que lo lleva ha muerto al mundo. Todas las vanidades del siglo han muerto para ese ser humano que ya solo ha de vivir de Dios. El color blanco del alzacuellos simboliza la pureza del alma. El hábito eclesiástico también es signo de pobreza que nos evita pensar en las modas del mundo.
En España, y por un privilegio otorgado por la Santa Sede, los capellanes castrenses con empleo asimilado a capitán podrán usar, sobre la sotana negra, ribetes de color morado. Cuando los empleos del capellán sean los asimilados a comandante, teniente coronel o coronel, podrán usar, sobre la sotana ribetes, botones y ojales de color morado y si fueran vicarios, en el ejercicio de su cargo, podrán utilizar el fajín morado con flecos.